# Karl August Pfannkuche (General)

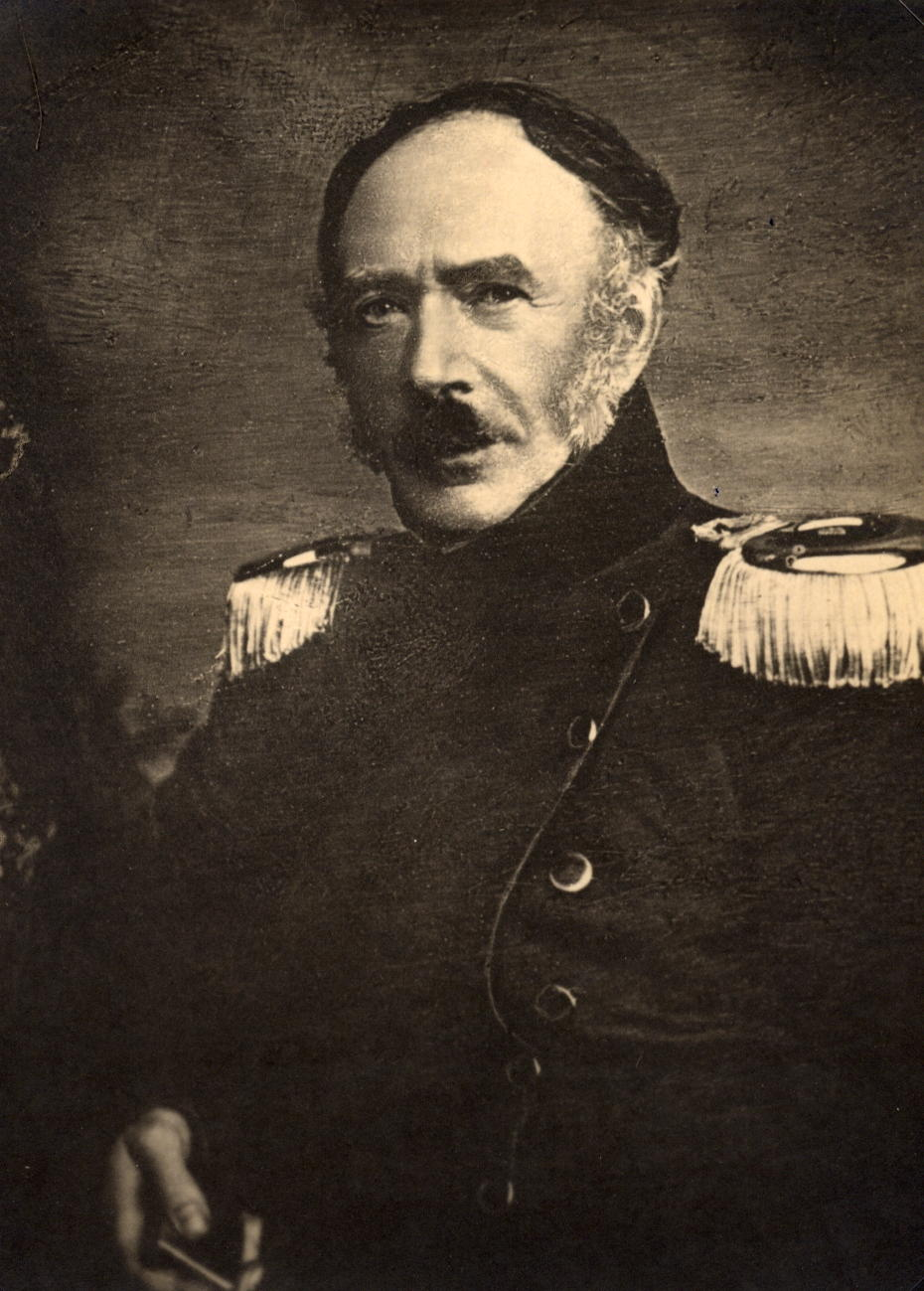
Karl August Pfannkuche

Karl August Pfannkuche (* 5. Mai 1794 in Verden; † 28. Februar 1869 in Wandsbek, Kreis Stormarn, Provinz Schleswig-Holstein) war ein deutscher Offizier und zuletzt Generalleutnant und Präsident des hannoverschen Generalkriegsgerichts.

## Leben
Karl August Pfannkuche wurde als dreizehntes und jüngstes Kind des Pastors Christoph Gottlieb Pfannkuche (1745–1811) in Verden geboren. Er war ein Bruder des Juristen und Historikers Christoph Gottlieb Pfannkuche (1785–1868).
Pfannkuche besuchte das Gymnasium und war eigentlich für den geistlichen Stand bestimmt, flüchtete aber während der französischen Okkupation 1809 nach Helgoland und trat in britische Militärdienste ein. Bis 1812 hielt er sich in England auf und besuchte unter anderem die militärische Bildungsanstalt in Portchester. 1812/13 kämpfte er in der King’s German Legion auf der iberischen Halbinsel. Nach dem Ende der Napoleonischen Kriege trat er zur Hannoverschen Armee über. Er wurde 1840 Major und kurz darauf von Hannover nach Stade versetzt. Im Mai 1842 war er in leitender Funktion bei der Bekämpfung des Großen Brandes in Hamburg eingesetzt. 1847 wurde er zum Oberstleutnant befördert. Während des Schleswig-Holsteinischen Krieges hatte er 1848 das Kommando über die Artillerie des X. Armeekorps des Bundesheeres. Danach wurde er wieder nach Hannover versetzt. Er war ab 1853 Oberst und Direktor des Armeematerials und wurde 1854 Generalmajor, 1859 Generalleutnant. Über etliche Jahre fungierte er als Präsident des Generalkriegsgerichts. Nach der Auflösung der Hannoverschen Armee (1866) nahm er seinen Abschied und zog nach Wandsbek, wo er 1869 verstarb. Seine letzte Ruhestätte fand er auf dem Hamburger St.-Georgs-Friedhof.